# Andrea Huber
Andrea Huber (ur. 9 maja 1975 w Samedan) – szwajcarska biegaczka narciarska, brązowa medalistka olimpijska.

## Kariera
W 1995 r. zadebiutowała na mistrzostwach świata biorąc udział w mistrzostwach w Thunder Bay. Plasowała się tam poza pierwszą pięćdziesiątką. Dwa lata później, na mistrzostwach świata w Trondheim zaprezentowała się lepiej zajmując 17. miejsce w biegu na 5 km techniką klasyczną. Identyczny wynik na tym samym dystansie osiągnęła podczas mistrzostw w Ramsau. Startowała także na mistrzostwach w Lahti oraz mistrzostwach w Val di Fiemme, ale bez większych osiągnięć.
Igrzyska olimpijskie w Nagano w 1998 r. były jej olimpijskim debiutem. Zajęła tam 45. miejsce w biegu na 5 km techniką klasyczną oraz 4. miejsce w sztafecie. Startowała także na igrzyskach olimpijskich w Salt Lake City, gdzie wraz z Laurence Rochat, Brigitte Albrecht-Loretan i Natascią Leonardi Cortesi zdobyła brązowy medal w sztafecie 4x5 km. Indywidualnie zajęła 27. miejsce w sprincie stylem dowolnym. Na późniejszych igrzyskach już nie startowała.
Najlepsze wyniki w Pucharze Świata osiągnęła w sezonie 1999/2000, kiedy to zajęła 38. miejsce w klasyfikacji generalnej. W 2004 r. zakończyła karierę.

## Osiągnięcia

### Igrzyska Olimpijskie
| Miejsce | Dzień     | Rok  | Miejscowość    | Konkurencja            | Czas biegu  | Strata      | Zwyciężczyni     |
| ------- | --------- | ---- | -------------- | ---------------------- | ----------- | ----------- | ---------------- |
| 45.     | 10 lutego | 1998 | Nagano         | 5 km stylem klasycznym | 17:37.9 min | +1:49.7 min | Łarisa Łazutina  |
| 4.      | 15 lutego | 1998 | Nagano         | Sztafeta 4 × 5 km      | 55:13.5 min | +1:41.7 min | Rosja            |
| 27.     | 19 lutego | 2002 | Salt Lake City | Sprint stylem dowolnym | 3:10.6 min  | -           | Julija Czepałowa |
| 3.      | 21 lutego | 2002 | Salt Lake City | Sztafeta 4 × 5 km      | 49:30.6 min | +33.0 s     | Niemcy           |

### Mistrzostwa świata
| Miejsce | Dzień     | Rok  | Miejscowość   | Konkurencja             | Czas biegu  | Strata      | Zwyciężczyni      |
| ------- | --------- | ---- | ------------- | ----------------------- | ----------- | ----------- | ----------------- |
| 61.     | 12 marca  | 1995 | Thunder Bay   | 5 km stylem klasycznym  | 15:23.7 min | +2:42.0 min | Łarisa Łazutina   |
| 56.     | 14 marca  | 1995 | Thunder Bay   | 5+10 km pościgowy       | 43:19.6 min | +7:15.0 min | Łarisa Łazutina   |
| 7.      | 16 marca  | 1995 | Thunder Bay   | Sztafeta 4 × 5 km       | 53:47.6 min | +4:13.9 min | Rosja             |
| 17.     | 23 lutego | 1997 | Trondheim     | 5 km stylem klasycznym  | 13:32.7 min | +33.9 s     | Jelena Välbe      |
| 41.     | 24 lutego | 1997 | Trondheim     | 5+10 km pościgowy       | 39:13.5 min | +3:47.8 min | Stefania Belmondo |
| 8.      | 27 lutego | 1997 | Trondheim     | Sztafeta 4 × 5 km       | 56:40.2 min | +2:27.2 min | Rosja             |
| 36.     | 23 lutego | 1997 | Trondheim     | 30 km stylem klasycznym | 13:32.7 min | +9:13.0 min | Jelena Välbe      |
| 17.     | 22 lutego | 1999 | Ramsau        | 5 km stylem klasycznym  | 12:49.8 min | +1:07.6 min | Bente Skari       |
| 5.      | 25 lutego | 1999 | Ramsau        | Sztafeta 4 × 5 km       | 53:05.9 min | +2:25.8 min | Rosja             |
| 44.     | 20 lutego | 2001 | Lahti         | 10 km stylem klasycznym | 29:13.5 min | +3:19.5 min | Bente Skari       |
| 7.      | 23 lutego | 2001 | Lahti         | Sztafeta 4 × 5 km       | 53.01.6 min | +3:16.9 min | Rosja             |
| 27.     | 20 lutego | 2003 | Val di Fiemme | 10 km stylem klasycznym | 25:47.0 min | +2:08.9 min | Bente Skari       |
| 40.     | 22 lutego | 2003 | Val di Fiemme | 10 km łączony           | 26:38.4 min | +1:26.1 min | Kristina Šmigun   |
| 10.     | 24 lutego | 2003 | Val di Fiemme | Sztafeta 4 × 5 km       | 50:54.7 min | +2:36.4 min | Niemcy            |

### Puchar Świata

#### Miejsca w klasyfikacji generalnej
- 1995/1996 – 69.
- 1996/1997 – 48.
- 1997/1998 – 63.
- 1998/1999 – 42.
- 1999/2000 – 38.
- 2000/2001 – 81.
- 2001/2002 – 59.
- 2002/2003 – 46.
- 2003/2004 – 93.

#### Miejsca na podium
Huber nigdy nie zajęła miejsca na podium zawodów Pucharu Świata.